# Copris atropolitus
Copris atropolitus är en skalbaggsart som beskrevs av Gillet 1910. Copris atropolitus ingår i släktet Copris och familjen bladhorningar. Inga underarter finns listade i Catalogue of Life.